# Diego de Pantoja
Diego de Pantoja (Valdemoro 1571 - Macau 1618), missioner catòlic espanyol, membre de la Companyia de Jesús que va desenvolupar una important tasca apostòlica i científica a la Xina, a finals de la dinastia Ming.

## Biografia
Va néixer el mes d'abril de 1571, a Valdemoro (Madrid), fill de Diego Sánchez i Mariana Pantoja, família noble de la zona. Va estudiar en un col·legi dels jesuïtes a Alcalà de Henares i va entrar al noviciat de la Companyia de Jesús a Toledo amb 18 anys. El 1593 residí al Col·legi de Plasencia on va continuar la seva formació en matèries com, teologia, retòrica, gramàtica, lògica, filosofia, ciència, arquitectura, grec, llatí i estudis d'art.
En la seva estada a la Xina va adoptar el nom de Páng Dí’é (龐迪我) i de la mateixa manera que ho va fer Matteo Ricci va adaptar-se als costums i vestimenta dels lletrats xinesos.
Poc se sap de la seva estada a Portugal i del seu viatge. El 10 d'abril de 1596 va anar a Goa, on va arribar després d'un viatge de sis mesos de durada, el 25 d'octubre. Sis mesos més tard, el 23 d'abril de 1597, acompanyat dels Pares Alessandro Valignano, Nicolò Longobardo i Manuel Dias, va marxar cap a Macau, on va arribar el 20 de juliol. En aquesta ciutat, Pantoja va continuar els seus estudis fins a l'estiu de 1598, quan el seu viatge al Japó s'acostava. 
El 1600 va aconseguir entrar a la Xina i es reuneix amb Matteo Ricci. Amb ell viatja fins a Pequín, on aconsegueixen el favor de l'emperador Wanli que els permet establir-se a la ciutat. Com Ricci, va ser partidari de la introducció del cristianisme acostant-se a la cultura, els costums i tradicions d'altres pobles, cosa que li va permetre avançar en l'expansió del cristianisme a la Xina i guanyar-se el respecte de les autoritats.
Diego de Pantoja va contribuir de forma destacada a donar a conèixer la Xina al món occidental. El 1602 va escriure una carta al provincial jesuïta de Toledo, Luis de Guzmán, en la que oferia un tractat sobre la geografia, la història, la cultura i els sistemes de govern xinesos. La carta es va convertir en un tractat àmpliament difós i traduït al francès, alemany, llatí i anglès. Es tracta d'una de les més completes descripcions de la Xina de l'època escrita per un europeu.
El 1612 va ser el superior de la residència dels jesuïtes a Pequín, però tot i això, per les creixents tensions entre la cort imperial i els missioners, el 1617 va acabar sent expulsat del país. Va passar els seus últims anys a Macau, on va caure malalt i va morir el 9 de juliol de 1618.